# Sportler des Jahres (Japan)
Mit dem Großen Preis des Japanischen Profisports (jap. 日本プロスポーツ大賞 Nihon puro supōtsu taishō für Nihon Pro Sports Taishō) werden seit 1968 Japans Sportler des Jahres ausgezeichnet. Die Wahl wird von der Vereinigung des Japanischen Profisports (Nippon Pro Sports Kyōkai) durchgeführt. Gewählt werden können alle japanischen Profisportler sowie in Japan tätige Ausländer; eine Trennung zwischen Einzelsportlern und Mannschaften sowie zwischen Damen und Herren existiert nicht.
Mit dem US-amerikanischen Baseballspieler Randy Bass und den in der Mongolei geborenen Sumoringern Asashōryū Akinori und Hakuhō Shō wurden bislang drei Ausländer gewählt; die Golferin Ayako Okamoto und die Weltmeistermannschaft im Frauenfußball 2011 sind die bislang einzigen weiblichen Preisträger.

## Liste der Sieger
| Jahr | Name                                                    | Sportart       |
| ---- | ------------------------------------------------------- | -------------- |
| 1968 | Shōzō Saijō                                             | Boxen          |
| 1969 | Yomiuri Giants                                          | Baseball       |
| 1970 | Taihō Kōki                                              | Sumō           |
| 1971 | Shigeo Nagashima                                        | Baseball       |
| 1972 | Katsuaki Matsumoto                                      | Radsport       |
| 1973 | Tadashi Sawamura                                        | Kickboxen      |
| 1974 | Sadaharu Oh                                             | Baseball       |
| 1975 | Hiroshima Tōyō Carp                                     | Baseball       |
| 1976 | Sadaharu Oh                                             | Baseball       |
| 1977 | Sadaharu Oh                                             | Baseball       |
| 1978 | Yakult Swallows                                         | Baseball       |
| 1979 | Yōkō Gushiken                                           | Boxen          |
| 1980 | Yōkō Gushiken                                           | Boxen          |
| 1981 | Kōichi Nakano                                           | Radsport       |
| 1982 | Hiromitsu Ochiai                                        | Baseball       |
| 1983 | Tatsurō Hirooka                                         | Baseball       |
| 1984 | Sachio Kinugasa                                         | Baseball       |
| 1985 | Randy Bass                                              | Baseball       |
| 1986 | Hiromitsu Ochiai                                        | Baseball       |
| 1987 | Ayako Okamoto                                           | Golf           |
| 1988 | Chiyonofuji Mitsugu                                     | Sumō           |
| 1989 | Chiyonofuji Mitsugu                                     | Sumō           |
| 1990 | Hideo Nomo                                              | Baseball       |
| 1991 | Jōichirō Tatsuyoshi                                     | Boxen          |
| 1992 | Takanohana Kōji                                         | Sumō           |
| 1993 | Kazuyoshi Miura                                         | Fußball        |
| 1994 | Ichirō Suzuki                                           | Baseball       |
| 1995 | Ichirō Suzuki                                           | Baseball       |
| 1996 | Masashi Ozaki                                           | Golf           |
| 1997 | Hidetoshi Nakata                                        | Fußball        |
| 1998 | Kazuhiro Sasaki                                         | Baseball       |
| 1999 | Daisuke Matsuzaka                                       | Baseball       |
| 2000 | Hideki Matsui                                           | Baseball       |
| 2001 | Ichirō Suzuki                                           | Baseball       |
| 2002 | Nationalmannschaft bei der Weltmeisterschaft            | Fußball        |
| 2003 | Hideki Matsui                                           | Baseball       |
| 2004 | Asashōryū Akinori                                       | Sumō           |
| 2005 | Asashōryū Akinori                                       | Sumō           |
| 2006 | Nationalmannschaft beim World Baseball Classic          | Baseball       |
| 2007 | Urawa Red Diamonds                                      | Fußball        |
| 2008 | Ryō Ishikawa                                            | Golf           |
| 2009 | Ryō Ishikawa                                            | Golf           |
| 2010 | Hakuhō Shō                                              | Sumō           |
| 2011 | Nationalmannschaft der Frauen bei der Weltmeisterschaft | Fußball        |
| 2012 | Shinnosuke Abe                                          | Baseball       |
| 2013 | Masahiro Tanaka                                         | Baseball       |
| 2014 | Kei Nishikori                                           | Tennis         |
| 2015 | Nationalmannschaft bei der Weltmeisterschaft            | Rugby Union    |
| 2016 | Shōhei Ōtani                                            | Baseball       |
| 2017 | Fukuoka SoftBank Hawks                                  | Baseball       |
| 2018 | Shōhei Ōtani                                            | Baseball       |
| 2019 | nicht vergeben                                          | nicht vergeben |
| 2020 | nicht vergeben                                          | nicht vergeben |
| 2021 | nicht vergeben                                          | nicht vergeben |
| 2022 | Naoya Inoue                                             | Boxen          |
| 2023 | Nationalmannschaft                                      | Baseball       |